# DR-Baureihe 98.10
Die Lokomotiven der Baureihe 9810 (inoffiziell GtL 4/5) waren Heißdampflokomotiven der Deutschen Reichsbahn.
Nachdem sich die Fahrzeuge der bayerischen Gattung GtL 4/4 als sehr zuverlässig erwiesen hatten und alle durch die Reichsbahn übernommen worden waren, entschied man sich, jene nachzubauen. Da sie allerdings mit 40 km/h recht langsam waren, modifizierte man die Konstruktion und schuf so die GtL 4/5 mit einer zusätzlichen hinteren Laufachse, die mit der letzten Kuppelachse zu einem Krauss-Helmholtz-Lenkgestell verbunden wurde.
Krauss lieferte 1929 zunächst fünf Exemplare dieser Maschinen. Es folgten 1930 und 1931 sechs bzw. zehn Lokomotiven. Die restlichen Maschinen wurden vom mittlerweile als Krauss-Maffei firmierenden Unternehmen 1932 und 1933 hergestellt.
Trotz der zusätzlichen Laufachse konnte die Höchstgeschwindigkeit nur auf 45 km/h gesteigert werden, so dass es später zu weiteren auf der GtL 4/4 basierenden Um- und Neubauten kam (Baureihe 9811 (1’D) und TAG 7 / LAG Nr. 87 und 88 (1’D1’)).
Alle 45 Lokomotiven der Baureihe 9810 verblieben nach dem Zweiten Weltkrieg bei der Deutschen Bundesbahn. Die Ausmusterung begann 1957 und war 1966 abgeschlossen.